# Tipula unistriata
Tipula unistriata är en tvåvingeart som beskrevs av Alexander 1941. Tipula unistriata ingår i släktet Tipula och familjen storharkrankar. Inga underarter finns listade i Catalogue of Life.